# Dipodomys microps
Dipodomys microps is een zoogdier uit de familie van de wangzakmuizen (Heteromyidae). De wetenschappelijke naam van de soort werd voor het eerst geldig gepubliceerd door Merriam in 1904.

## Voorkomen
De soort komt voor in de Verenigde Staten.